# Ambientazioni di Shannara
Elenco delle ambientazioni di Shannara, ciclo di romanzi fantasy scritto da Terry Brooks.

## Le Quattro Terre
Sono il mondo immaginario in cui sono ambientate le saghe di Terry Brooks nelle quali si narrano le vicende degli eredi di Jerle Shannara, re elfo al quale per primo spettò il compito di distruggere il druido Brona. Le Quattro Terre sono il risultato di enormi catastrofi derivanti dalle Grandi Guerre con le quali gli uomini sconvolsero il vecchio mondo.
- Terre del Nord: Le Terre del Nord sono situate a Nord di Paranor e comprendono le Pianure di Streleheim, grandi praterie senza ombra, il Deserto di Kierlak, dove si trovano spaventose distese di roccia e grandi fosse, il Fiume Lete, che parte da un lago e trasporta acqua avvelenata, l'Acquitrino di Malg, un'immensa palude, la Lama del Coltello, una catena montuosa con rocce e monti appuntiti e affilati come coltelli, il Regno del Teschio, dove si estendeva il dominio del Signore degli Inganni, e la montagna del Teschio, un tempo dimora di Brona fino alla sua distruzione da parte del giovane Shea Ohmsford con il potere della Spada di Shannara. Al lato ovest delle Terre del Nord si trovano i Territori del Kershalt e nella parte Est le Montagne Charnal, entrambi patria del popolo dei Troll. Il Regno del Teschio è protetto a nord dai Monti del Rasoio, e oltre di essi si staglia il lago di Lazareen sulla cui sponda occidentale sorge la città di Anatcherae. Sulla sponda orientale del lago, invece, si trova una vasta palude lacustre che scompare non appena si giunge alle falde ovest delle montagne Charnal su cui sorge il villaggio dei Troll delle Rocce, Taupo Rough. Nel cuore di questi monti si trova la catena del Klu che circonda la Valle boscosa dell'Inkrim abitata dagli Urda. Nella zona settentrionale della vallata si trovano le antiche rovine di una città dell'era di Faerie: Stridegate. Oltre di essa, nascosta in una gola, si trova l'isola del Tanequil. Nella parte più a nord delle montagne Charnal si trova la città di Rampling Steep, dove passano mercanti Gnomi, Nani, Umani e del popolo dei Troll. Con la morte del Signore degli Inganni la Montagna del Teschio è crollata.

- Terre del Sud: Le Terre del Sud sono da moltissimi anni la patria del popolo degli Uomini. Nella parte più a nord di esse si staglia la catena montuosa dei Denti del Drago attraversata dal passo di Kennon che conduce alle foreste sotto Paranor. Al fondo del versante sud dei monti scorre il fiume Mermidon che, dopo essere passato attorno alla Città della Frontiera Kern, che fa parte del Regno di Callahorn assieme alle altre due Città della Frontiera Tyrsis e Varfleet, sfocia nell'enorme Lago Arcobaleno, così chiamato per i numerosi arcobaleni che solcano la sua superficie. Scendendo verso sud, sotto il Lago Arcobaleno, si trova la foce del fiume Rappahalladran e gli altipiani di Leah con l'omonima città, patria della famiglia Leah, principali amici della famiglia Ohmsford. Proseguendo verso sud dalla foce del fiume Rappahalladran, si incontra Valle d'Ombra, circondata dalle foreste del Duln dove da secoli vive la famiglia Ohmsford. A est di Leah si trovano le Pianure di Clete, le Querce Nere, una foresta così fitta da essere quasi impossibile uscirne ed infestata dai lupi, la Palude della Nebbia, un luogo orrendo dove vive un mostro terribile, e le Pianure del Tumulo. A est del Lago Arcobaleno scorre il Fiume Argento, controllato dal Re del Fiume Argento, che sfocia nel lago. A nord del Lago Arcobaleno si stagliano le montagne di Runne, la Valle d'Argilla, dimora dei Druidi defunti che si trovano nel Perno dell'Ade, la Cripta dei re, dove riposano i re protetti da antiche magie, e Storlock, dove vivono gli Gnomi Guaritori. Andando ancora più a sud di Valle d'Ombra e della pianure di Clete, si trova la Catena del Prekkendor dove tra i suoi altipiani, si sono dati battaglia le forze della Federazione e i Liberi. Nelle pianure a sud di questa catena montuosa sono presenti le grandi città della Federazione stessa, tra cui Arishaig, la capitale, Wayford, Stern e Dechtera nella quale venne forgiata la Spada di Shannara dal druido Bremen.

- Terre dell'Est: Le Terre dell'Est sono abitate da Gnomi, al nord, e Nani, al sud. Questi luoghi sono anche la dimora di mostruose e misteriose creature nate dall'antica magia del vecchio Mondo di Faerie. A sud si trovano le foreste dell'Anar Inferiore. Andando verso nord nella parte ovest delle Terre dell'Est ci sono la città di Cullhaven, capitale dei Nani, le montagne del Wolfkstaag, abitate da creature mostruose, con i Passi del Cappio e di Giada, l'Emporio Rooker Line, la Pietra del Focolare, dimora di Cogline e di Kimber Boh e in seguito di Walker Boh, il Chard Rush, dove morì Allanon in un combattimento con una Jachyra, il Lago dello Spettro, dove vive da millenni lo Spettro del Lago, la Terrabuia, il Fiume Raab, l'Anar Superiore e le Montagne Charnal con il Villaggio di Rampling Steep. Seguendo verso nord-est il corso del Fiume Argento si trovano il Cuneo, un ponte per attraversare un burrone sul Fiume Argento, la fortezza nana di Capaal, il Cillidellan, un lago artificiale con una diga che regola la portata del Fiume Argento, la prigione di Dun Fee Aran appartenente agli Gnomi, la fortezza di Graymark dove vivevano le Mortombre ai tempi di Brin e di Jair Ohmsford, la Sorgente del Cielo, una torre che porta ad una grotta dove nasce il Fiume Argento, e la Vecchia Palude, dove abitano le Malebestie. A separare verticalmente le Terre dell'Est si innalzano le Montagne del Corvo, i Picchi e il Gruppo del Toffer. Quest'ultimo è la patria degli Gnomi-Ragno. All'Estremo nord-est delle Terre dell'Est si trovano gli Aculei, dimora degli Urda e l'oceano del Tiderace, con una penisola che ospita la Città di Pietra Eldwist, dove dimora Uhl Belk, il fratello maligno del Re del Fiume Argento.

- Terre dell'Ovest: Le Terre dell'Ovest sono le terre abitate dal popolo degli Elfi di Terra e del Cielo, ultimi discendenti della stirpe magica dei tempi delle fate nel mondo di Faerie e dai malviventi della Malaterra. Partendo da sud troviamo lo Spartiacque Azzurro, una distesa d'acqua che si estende fin oltre l'orizzonte al cui termine si trova una catena montuosa su cui si erge Wing Hove, città abitata dagli Elfi del Cielo, e il lago Myrian. Poco più a nord-est è situata la pianura del Tirfing. La Malaterra si trova in una zona delimitata a sud dalle Montagne dell'Irrybis, a nord dalle Montagne dello Sperone Roccioso e a est dalla Lama Spettrale, un acquitrino che costituisce l'unico accesso via terra alla Malaterra. Nella Malaterra si trovano la Collina Sibilante, la Fossa, dove un tempo abitavano le Streghe sorelle Mallenroh e Morag, la Guglia Nera, una montagna dentro la quale si trova la Cripta con il Fuoco di Sangue, e il villaggio di Grimpen Ward abitato dai malviventi. Sulle Montagne dello Sperone Roccioso scorre il fiume Mermidon che passa attraverso il Baluardo, il Pykon e continua il suo corso verso est. A nord del Baluardo si trovano Acque Opache, Boschi Grigi, il fiume Rill Song, che nasce dal lago Innisbore e attraversa la pianura della Sarandanon. Il fiume scorre verso nord, arriva ad Arborlon, la capitale degli Elfi nella quale è custodita la magica pianta Eterea, e punta alle Montagne del Kensrowe che ospitano il Confine attraversato dai passi Baen Draw, Worl Run e Halys Cut che portano nelle Pianure di Cenere.

## Paranor
A seguito delle Grandi Guerre, i Druidi divisero le terre allora conosciute in quattro parti, ovvero le Quattro Terre. Essi si stabilirono nella fortezza di Paranor, in mezzo alle Quattro Terre, in modo da poter controllare le Razze. La roccaforte sorge su una montagna ed è opera di magia druida, che può anche distruggerla. Il castello è circondato da una fitta foresta, mentre a sud e a ovest sorge la catena dei Denti del Drago, attraversata dal Passo di Kennon e a est le montagne Charnal, attraversate dal Passo di Janisson. Alla punta sud delle montagne Charnal si trova la Cripta dei Re, dove riposano i re defunti, protetti da una potente magia, e la Valle d'Argilla che ospita il Perno dell'Ade, un lago con la superficie nera-verdastra dalle cui acque emergono le ombre dei Druidi defunti. Nel corso della storia, prima Galaphile, poi Bremen e Allanon usano il perno dell'Ade per parlare con i protagonisti delle vicende: altri druidi (Bremen ed Allanon nel primo ciclo, Allanon con Cogline all'inizio del secondo ciclo) o uomini (Allanon con Par, Coll, Wren e Walker Boh). 
Nel libro Il primo re di Shannara l'Ordine dei Druidi viene distrutto e si salvano solo in cinque:  Bremen, Tay Trefenwyd, Mareth, Risca e Cogline. Nel libro La Canzone di Shannara Allanon decide di nascondere Paranor in un'altra dimensione per evitare che essa cada nelle mani delle Mortombre dopo la sua morte. Nella tetralogia de Gli eredi di Shannara Walker Boh intraprende un viaggio verso la Cripta dei re e verso la città di pietra, Eldwist, per cercare la Pietra Nera capace di riportare alla luce la perduta Paranor.
Paranor è un luogo di studio e insegnamento della magia. Solo pochi eletti hanno la possibilità di scorgere e raggiungere la fortezza, che è protetta dalla magia dei Druidi. La roccaforte dei druidi è teatro di molteplici vicende: ne Il primo re di Shannara, Paranor è attaccata dalle forze del Signore degli Inganni e l'Ordine dei Druidi viene completamente distrutto. Alla fine del romanzo, viene creata la Spada di Shannara, l'oggetto protagonista della lotta contro il Signore degli Inganni nel primo libro della successiva trilogia. La ricerca della roccaforte nascosta è uno dei principali temi narrativi della successiva tetralogia degli Eredi di Shannara, le cui vicende si collocano tre secoli dopo quelle della prima serie di romanzi. Nel romanzo Gli eredi di Shannara, Walker Boh, un discendente dei primi druidi, viene incaricato dallo spirito del defunto Allanon di riportare alla luce la fortezza scomparsa. Dopo un iniziale rifiuto, Walker Boh, pur se riluttante, intraprende (ne Il druido di Shannara), un viaggio che lo porterà alla città di pietra di Eldwist, pericolosa e solitaria dimora di Uhl Belk, per cercare la Pietra Nera degli Elfi, un artefatto necessario a riportare Paranor sulla Terra.
Nel terzo ciclo di Shannara, grazie a Grianne Ohmsford, la fortezza venne riportata al suo antico splendore: l'ordine druidico viene ristabilito e la fortezza torna ad essere abitata. 
Paranor, oltre alle imponenti mura e ai bastioni che la difendono, è dotata di sale di meditazione, mense, biblioteche e laboratori dove i Druidi compiono le loro ricerche: un'ala del castello è attrezzata per ospitare gli studiosi e dinanzi ad essa sorgono i Giardini dei Druidi. In una delle torri centrali è situata la Sala del Consiglio, dove l'intero ordine si radunava per discutere le linee di azione. Nella Torre Nord si trova la camera con la vasca dell'acqua divinatoria con cui i Druidi potevano analizzare l'uso della magia nelle Quattro Terre. Al di sotto della Fortezza si trova un dedalo di corridoi e magazzini dove venivano stoccati gli alimenti e le bevande. Andando sempre più nel cuore della montagna, si trova il Pozzo dei Druidi il cui calore originato nel centro della terra riscalda l'intera Paranor. Qui si trova lo spirito guardiano. In questo livello ci sono anche le segrete - dove Brona fece murare vivi i druidi catturati. Sempre qui Walker Boh nasconde lo Sthiel.

## Il Giardino del Re del Fiume Argento
Il Giardino del Re del Fiume Argento è un luogo fatato, nonché la dimora e il Regno del Re del Fiume Argento sin dai tempi di Faerie. Lì vivono piante ed animali di quell'era e di tutti i tipi e di tutte le razze del mondo. Nel Giardino fioriscono i ciclamini dai petali cremisi, la forsizia, le corniole, le fucsie, gli ibiscus, le dalie, gli iris, le azalee, i narcisi, le rose, i ciliegi, i rododendri e centinaia di fiori e piante di bellezza suprema e gli animali che vivevano in tempi antichissimi come gli unicorni. Quel luogo gli era stato affidato dal Verbo in modo che egli se ne occupasse.

## Il Regno di Callahorn
Il Regno di Callahorn è situato a nord del Lago Arcobaleno e si estende tra la catena dell'Irrybis e le montagne Runne. È noto anche come la Terra di Frontiera in quanto divide le Terre del Nord dai domini degli uomini nelle terre meridionali. Le città più importanti sono Varfleet e Kern, che costituiscono un vero e proprio punto di incontro fra le Razze, e naturalmente Tyrsis, la capitale. Essa è una delle più grandi città delle Terre del Sud ed è il quartier generale della leggendaria Legione della Frontiera. Il regno di Callahorn prende forma lentamente a partire dagli eventi della Seconda Guerra delle Razze: è in quel periodo che vengono fondate infatti Tyrsis e Kern (ne “La Spada di Shannara”, però, si afferma che Tyrsis esisteva già al tempo della Prima Guerra delle Razze). Nei cinquecento anni successivi, il Callahorn conoscerà un lungo periodo di sviluppo e benessere che lo porterà ad essere il più potente regno delle Terre del Sud, grazie alla legione di Frontiera che ne difende i confini e alla dinastia dei Buckhannah, protagonista indispensabile della Terza Guerra delle Razze. Il Signore degli Inganni infatti, memore della sconfitta avvenuta cinquecento anni prima, decide di dividere le forze alleate degli Elfi e dei Nani inserendosi tra di loro come un cuneo, in modo da impedire all'una di correre in soccorso dell'altra. Per questo motivo, le forze dell'esercito del Nord attaccano e distruggono Kern e assediano Tyrsis. Solo la sconfitta di Brona da parte di Shea Ohmsford con la Spada di Shannara, salva il regno dalla caduta definitiva. Negli anni successivi, con la fine della dinastia dei Buckhannah, Tyrsis perde importanza e al Sud inizia a svilupparsi la Federazione. Il regno di Callahorn, temendo di essere inglobato, si ritira dalle vicende delle Quattro Terre; infatti, ne Le Pietre magiche di Shannara, il regno di Callahorn invia appena 850 uomini - guidati dal brillante capitano Stee Jans - in aiuto degli Elfi, la cui capitale Arborlon era assediata dai Demoni fuoriusciti dal Divieto. 
Indebolito dal malgoverno degli ultimi sovrani, il Regno di Callahorn cade sotto il controllo della Federazione per i successivi 300 anni. 
Nel secondo ciclo di Shannara, grazie ai Nati Liberi e agli Elfi, il Regno di Callahorn riesce ad ottenere l'indipendenza e si coalizza con loro nella lotta alla Federazione e agli Ombrati. Per i successivi 50 anni i due eserciti si scontreranno lungo i bastioni sorti sulla Catena del Prekkendor. 
Nel terzo ciclo di Shannara, mentre Grianne Ohmsford viene tradita e spedita tra i Jarka Ruus, la Federazione, guidata da Sen Dunsidan, collauda una nuova arma in grado di distruggere per sempre le forze degli elfi e dei Nati Liberi: in un solo attacco la flotta elfica viene distrutta e tutto l'altopiano occidentale viene conquistato, costringendo i Liberi a resistere ad un assedio su tre fronti. Grazie a Pied Sanderling, i resti dell'esercito elfico sfuggono alle forze della Federazione e, con un'ultima disperata azione, compiono un raid notturno al campo della Federazione  distruggendo la Dechtera, la super arma che li aveva messo in ginocchio. Con la morte del loro leader ad opera del Moric, e con il ritorno di Grianne Ohmsford, la Federazione rinuncia a tutti i suoi progetti egemonici ed intraprende finalmente la via della pace.

## Valle d'Ombra
La periferica località di Valle d'Ombra è un piccolo villaggio delle Terre del sud creato da Terry Brooks nei cicli di racconti di Shannara. Valle d'Ombra è un villaggio circondato dalle foreste del Duln e dal fiume Rapalladran. È il punto centrale della Saga perché terra natia della famiglia Ohmsford. Durante il ciclo de Gli eredi di Shannara Valle d'Ombra sarà occupata militarmente dalla Federazione, che mette agli arresti domiciliari i genitori di Par Ohmsford e di Coll Ohmsford, ultimi discendenti diretti di Jair Ohmsford.